# Silke Renk
Silke Renk   (Querfurt, 30 de juny de 1967) és una atleta alemanya, especialista en el llançament de javelina, que va competir sota bandera de la República Democràtica Alemanya fins a la Reunificació alemanya i amb Alemanya a partir d'aquella data.
El 1988 va prendre part en els Jocs Olímpics d'estiu de Seül, on fou cinquena en la competició del llançament de javelina del programa d'atletisme. Quatre anys més tard, als Jocs de Barcelona, va guanyar la medalla d'or en la mateixa prova. La seva tercera, i darrera, participació en uns Jocs fou el 1996, a Atlanta, on quedà eliminada en sèries del llançament de javelina.
En el seu palmarès també destaca una medalla d'or a les Universíades de 1991 i una de bronze al Campionat del món d'atletisme de mateix any. A nivell nacional guanyà el campionat alemany de 1992 i 1993.

## Millors marques
- Llançament de javelina. 71,00 metres (1988)[5]